# Ribon no Kishi
Princess Knight, ook bekend als Ribon no Kishi (Lett. De Lintenridder), is een Japanse mangareeks van de hand van Osamu Tezuka. Het verhaal gaat over prinses Sapphire, een meisje dat per ongeluk met zowel het hart van een jongen als een meisje geboren werd. Ze doet alsof ze een prins is om zo te voorkomen dat de kwaadaardige hertog Duralumin de troon van Silverland erft. Dit gender-bending personage was geïnspireerd door de vrouwelijke muziektheatergroep Takarazuka Revue, waarin vrouwen zowel mannen- als vrouwenrollen spelen.
Het verhaal werd aangevraagd door een redacteur van Kodansha's tijdschrift Shojo Club in de hoop een manga voor meisjes te bekomen die evenveel succes had als Tezuka's jongensreeksen. Princess Knight werd oorspronkelijk uitgegeven van 1953 tot 1956. De reeks werd verwerkt tot een radiodrama (1955), drie vervolgen (1958-1968) en een anime gemaakt door Mushi Production die op Fuji TV werd uitgezonden van 1967 tot 1968. In de jaren '80 inspireerde het werk ook een aantal musicals.
Princess Knight oefende een grote invloed uit op de manga- en anime-industrie. Het werk wordt gezien als de eerste manga die vertellend van aard was en die een vrouwelijke heldin als hoofdpersonage heeft. De reeks vormt het begin van een traditie van androgyne heldinnen in manga en ligt aan de oorsprong van verscheidene shojo trends.

## Verhaal
Het verhaal speelt zich af in een sprookjeswereld geïnspireerd door de Europese middeleeuwen. Bij Sapphire's geboorte kondigt haar vader aan dat zij een jongen is zodat zij de troon van Silverland kan erven. De enige andere erfgenaam is namelijk de kwaadaardige hertor Duralumin, die wil dat zijn zoon Plastic koning wordt. Duralumin werkt samen met baron Nylon verschillende plannen uit om te bewijzen dat Sapphire een meisje is. Sapphire kan echter de waan hoog houden omdat zij geboren is met zowel het hart van een meisje als het hart van een jongen. Dit gebeurde echter per ongeluk: daarom stuurt God een jonge engel genaamd Tink naar de aarde om Sapphire's jongenshart terug naar de hemel te halen. Sapphire weigert echter haar tweede hart op te geven.
Sapphire en Tink beleven samen heel wat avonturen en strijden onder meer tegen de tovenaar Satan die Sapphire's unieke ziel wil gebruiken om het koninkrijk over te nemen. Zijn dochter Hecate helpt Sapphire en Tink echter om steeds een stokje voor haar vader's plannen te steken. Sapphire, verborgen achter een masker, bevecht 's nachts ook het kwaad en wordt verliefd op prins Franz Charming van het naburige Goldland.